# Canton de Messei
Le canton de Messei est une ancienne division administrative française située dans le département de l'Orne et la région Basse-Normandie.

## Géographie
Ce canton était organisé autour de Messei dans l'arrondissement d'Argentan. Son altitude variait de 172 m (Dompierre) à 345 m (La Coulonche) pour une altitude moyenne de 225 m.

## Histoire
De 1833 à 1848, les cantons de Juvigny et de « Messey » avaient le même conseiller général. Le nombre de conseillers généraux était limité à trente par département.

## Représentation

### Conseillers d'arrondissement (de 1833 à 1940)
Le canton de Messei appartenait à l'arrondissement de Domfront jusqu'à sa disparition en 1926.
| Période                                  | Période           | Identité                             | Étiquette                | Qualité |
| ---------------------------------------- | ----------------- | ------------------------------------ | ------------------------ | --- |
| 1833                                     | 1835 (décès)      | Édouard Le Roy des Acres (1777-1835) |                          | Juge de paix à Domfront                                                                                     |
| 1836                                     | 1848              | Louis Morin-Pillière                 |                          | Notaire, maire de La Ferrière-aux-Étangs                                                                    |
| 1848                                     | ap.1862           | Eugène Gautier                       |                          | Propriétaire, maire de Bellou-en-Houlme                                                                     |
|                                          |                   |                                      |                          | |
| 1868                                     |                   | M. Dupont                            |                          | Propriétaire à Bellou-en-Houlme                                                                             |
|                                          |                   |                                      |                          | |
|                                          | 1890 (annulation) | Alfred-Noël Boutruche                |                          | Notaire à Bellou-en-Houlme                                                                                  |
|                                          |                   |                                      |                          | |
| 1892                                     | 1902 (décès)      | M. Guérin                            |                          | |
| 1902                                     | 1904              | Pierre Adigard des Gautries          | Républicain Progressiste | Avocat à Domfront, conseiller municipal de La Ferrière-aux-Étangs                                           |
| 1904                                     | 1910              | Paul Adigard                         |                          | Avocat |
| 1910                                     | 1914              | Charles Gillet                       |                          | Propriétaire, maire de Dompierre                                                                            |
| 1914                                     | 1919              | siège vacant                         |                          | |
| 1919                                     | 1940              | Henri Gallet (1868-?)                |                          | Propriétaire à Bellou-en-Houlme                                                                             |
| 1940                                     |                   |                                      |                          | Les conseils d'arrondissement ont été suspendus par la loi du 12 octobre 1940 et n'ont jamais été réactivés |
| Les données manquantes sont à compléter. |                   |                                      |                          | |

### Conseillers généraux de 1833 à 2015
| Période         | Période      | Identité                                | Étiquette                | Qualité |
| --------------- | ------------ | --------------------------------------- | ------------------------ | --- |
| 1833            | 1848         | Vicomte Louis Lemercier                 | Majorité ministérielle   | Pair de France, colonel de la 10e légion de la Garde nationale de Paris, député (1827-1842), domicilié à Paris et à Sept-Forges                                                   |
| 1848            | 1859 (décès) | Louis Morin-Pillière                    |                          | Notaire, maire de La Ferrière-aux-Étangs, conseiller d'arrondissement |
| 1859            | 1869         | Raphaël-Aimé Villedieu marquis de Torcy | Majorité dynastique      | Propriétaire, maire de Durcet, député (1860-1869) |
| 1869            | 1904 (décès) | Jules Gévelot                           | Républicain Progressiste | Député (1869-1870, 1871-1904), propriétaire d'une fabrique de capsules aux Moulineaux (Seine), maire de Conflans-Sainte-Honorine (Seine-et-Oise), propriétaire à Bellou-en-Houlme |
| 1904            | 1914 (décès) | Pierre Adigard des Gautries             | Républicain Progressiste | Avocat à Domfront, député (1906-1914), conseiller municipal de La Ferrière-aux-Étangs, conseiller d'arrondissement                                                                |
| 1914            | 1925         | Charles Gillet                          | URD                      | Propriétaire, maire de Dompierre |
| 1925            | 1940         | Édouard Deshayes de Marcère (1858-1943) | URD-PSF                  | Ancien préfet, maire de Messei |
|                 |              |                                         |                          | |
| 1945            | 1953 (décès) | Raphaël His (1900-1953)                 | DVD-RPF puis CNIP        | Agriculteur, maire de Bellou-en-Houlme |
| 18 octobre 1953 | 1964 (décès) | Henri Guillemine (1912-1964)            | CNIP                     | Maire de Saint-André-de-Messei |
| 1964            | 1970         | Henri Buron                             | MRP puis CDP             | Pharmacien, maire de La Ferrière-aux-Étangs de 1948 à 1977, suppléant du député Émile Halbout de 1958 à 1973                                                                      |
| 1970            | 2008         | Gérard Burel                            | UDR, puis RPR, puis UMP  | Vétérinaire, maire de Messei de 1978 à 2001, président du conseil général de 1993 à 2007                                                                                          |
| 2008            | 2015         | Marc Toutain                            | UMP                      | Conseiller entreprise et industrie, adjoint au maire de Saires-la-Verrerie |

Le canton participe à l'élection du député de la troisième circonscription de l'Orne.

## Composition

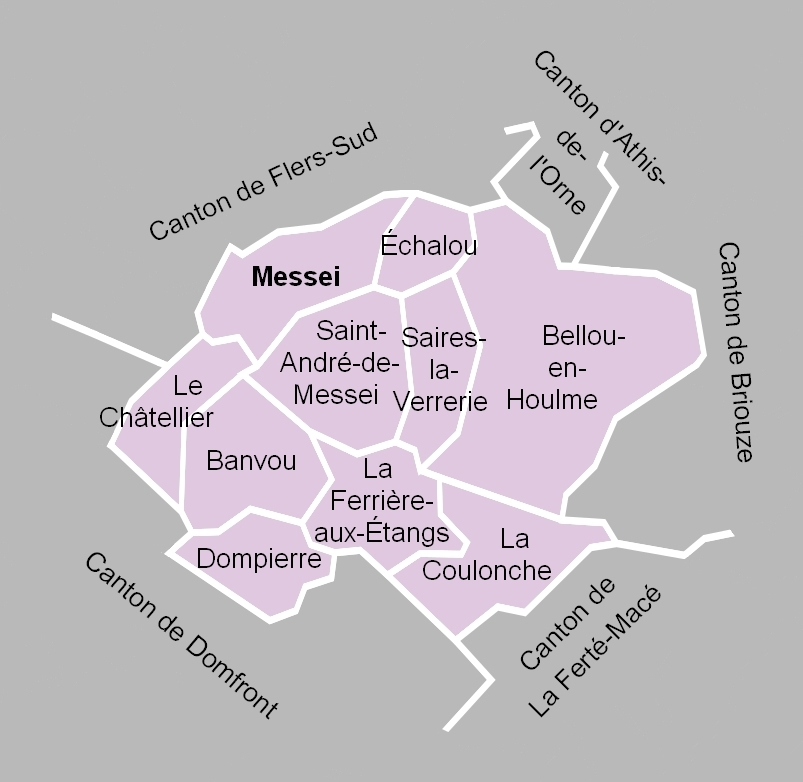
La carte des communes du canton. Les cantons limitrophes étaient ceux de Flers-Sud, d'Athis-de-l'Orne, de Briouze, de La Ferté-Macé et de Domfront.

Le canton de Messei comptait 7 750 habitants en 2012 (population municipale) et groupait dix communes :
- Banvou ;
- Bellou-en-Houlme ;
- Le Châtellier ;
- La Coulonche ;
- Dompierre ;
- Échalou ;
- La Ferrière-aux-Étangs ;
- Messei ;
- Saint-André-de-Messei ;
- Saires-la-Verrerie.

À la suite du redécoupage des cantons pour 2015, toutes les communes à l'exception du Châtellier sont rattachées au canton de La Ferté-Macé. Le Châtellier est rattaché au canton de Flers-1.
Contrairement à beaucoup d'autres cantons, le canton de Messei n'incluait aucune commune supprimée depuis la création des communes sous la Révolution.

## Démographie
| 1962  | 1968  | 1975  | 1982  | 1990  | 1999  | 2006  | 2011  | 2012  |
| ----- | ----- | ----- | ----- | ----- | ----- | ----- | ----- | ----- |
| 6 687 | 6 355 | 6 314 | 7 258 | 7 336 | 7 316 | 7 514 | 7 754 | 7 750 |